# Алексеевски район
Алексеевски район е административен район на Североизточен окръг в Москва. Населението на района към 1 януари 2018 г. е 80 391 души.